# 黄冈师范学院
30°27′2.93″N 114°55′18.68″E / 30.4508139°N 114.9218556°E
黄冈师范学院是一所位於中华人民共和国湖北省黄冈市的一所全日制公办本科师范类高等院校。学校由湖北省人民政府举办，并实行湖北省人民政府及黄冈市人民政府共建、以湖北省为主的办学体制。

## 历史
黄冈师范学院自称肇始于1905年创办的黄州府师范学堂, 1907年学堂停办；:223抗日战争期间，学校一度由黄冈县三解元（黄冈县泗泊河）迁址到新洲大渡村，并改名为湖北省立第二师范学校，开设普师、简师班，培养中小学师资。第二次国共内战时期，学校曾几度迁移校址，1945年又由新洲大渡村迁回黄州，1947年再度由黄州迁到汉阳，1949年再度迁回黄州，学校虽历经辗转，校名则始终是“湖北省立黄冈师范学校”。
中华人民共和国成立后，黄冈师范学校由湖北省人民政府接管，改为“湖北省黄冈师范学校”；1949至1950年，普通师范和艺术师范合并，组建黄冈行政区立中学师范部；:2231953年7月恢复成立了湖北省黄冈师范学校，其后广济师范学校并入；1960年，学校更名黄冈师范专科学校；1962年，黄冈师专撤销建制，恢复为黄冈师范学校。
文革时期，学校复名黄冈师范学校，挂师范学校和进修学校两块牌子，1975年开始招收高师班。1977年秋，学校改名为华中师范学院黄冈分院，湖北省革命委员会也批准该校成为大专院校。1978年3月，学校开始招收大专新生，并于同年更名为黄冈师范专科学校，从此，学校作为正规的普通高校进入新的发展时期；1986年，学校升格为副地级；1988年，学校被评为首届“全国先进师专”。1993年，经国家教委批准，学校更名为黄冈师范高等专科学校。1995年，经国家教委批准，黄冈教育学院并入该校，学校的教育功能和办学实力得到了进一步增强。:237-239
1998年12月17日，黄冈师范专科的“专升本”考察评估以90%的高票通过专家评审，“专升本”获成功。1999年3月25日，中华人民共和国教育部同意学校升格为本科层次的黄冈师范学院。2014年1月，鄂东职业技术学院并入该校。

## 外部連結
- 黄冈师范学院 （页面存档备份，存于）（简体中文）